# Éloyse Lesueur
Éloyse Lesueur-Aymonin (Créteil, 15 luglio 1988) è una lunghista francese, campionessa mondiale indoor a Sopot 2014 e campionessa europea ad Helsinki 2012 e Zurigo 2014.

## Palmarès
| Anno | Manifestazione    | Sede       | Evento         | Risultato | Prestazione | Note                                     |
| ---- | ----------------- | ---------- | -------------- | --------- | ----------- | ---------------------------------------- |
| 2005 | Mondiali allievi  | Marrakech  | 100 m piani    | 7ª        | 11"69       |                                          |
| 2005 | Mondiali allievi  | Marrakech  | Salto in lungo | Argento   | 6,28 m      |                                          |
| 2006 | Mondiali juniores | Pechino    | Eptathlon      | dnf       | dnf         |                                          |
| 2007 | Europei juniores  | Hengelo    | Salto in lungo | Argento   | 6,34 m      |                                          |
| 2008 | Mondiali indoor   | Valencia   | Salto in lungo | 4ª        | 6,60 m      |                                          |
| 2009 | Europei under 23  | Kaunas     | Salto in lungo | Bronzo    | 6,72 m      |                                          |
| 2009 | Mondiali          | Berlino    | Salto in lungo | 17ª (q)   | 6,40 m      |                                          |
| 2011 | Europei indoor    | Parigi     | Salto in lungo | 4ª        | 6,59 m      |                                          |
| 2011 | Mondiali          | Taegu      | Salto in lungo | 26ª (q)   | 6,22 m      |                                          |
| 2012 | Europei           | Helsinki   | Salto in lungo | Oro       | 6,81 m      | Miglior prestazione personale stagionale |
| 2012 | Giochi olimpici   | Londra     | Salto in lungo | 6ª        | 6,67 m      |                                          |
| 2013 | Europei indoor    | Göteborg   | Salto in lungo | Argento   | 6,90 m      | Record nazionale                         |
| 2013 | Mondiali          | Mosca      | Salto in lungo | 22ª (q)   | 6,39 m      |                                          |
| 2014 | Mondiali indoor   | Sopot      | Salto in lungo | Oro       | 6,85 m      |                                          |
| 2014 | World Relays      | Nassau     | 4×100 m        | 8ª        | 43"76       |                                          |
| 2014 | Europei           | Zurigo     | Salto in lungo | Oro       | 6,85 m      |                                          |
| 2015 | Europei indoor    | Praga      | Salto in lungo | 5ª        | 6,73 m      |                                          |
| 2018 | Mondiali indoor   | Birmingham | Salto in lungo | 12ª       | 6,34 m      |                                          |
| 2018 | Europei           | Berlino    | Salto in lungo | nm (q)    | nm (q)      |                                          |
| 2019 | Europei indoor    | Glasgow    | Salto in lungo | 13ª (q)   | 6,37 m      |                                          |
| 2019 | Mondiali          | Doha       | Salto in lungo | 21ª (q)   | 6,46 m      |                                          |

## Altre competizioni internazionali
2009
- 6ª agli Europei a squadre ( Leiria), salto in lungo - 6,29 m

2010
- Oro agli Europei a squadre ( Bergen), salto in lungo - 6,78 m

2011
- Bronzo agli Europei a squadre ( Stoccolma), salto in lungo - 6,60 m
- Oro al DécaNation ( Nizza), salto in lungo - 6,91 m

2013
- Oro agli Europei a squadre ( Gateshead), salto in lungo - 6,44 m

2014
- Argento agli Europei a squadre ( Braunschweig), salto in lungo - 6,87 m
- Oro al DécaNation ( Angers), salto in lungo - 6,79 m
- Oro in Coppa continentale ( Marrakech), salto in lungo - 6,66 m